# Будки (Винницкая область)
Будки (укр. Будки) — село на Украине, находится в Немировском районе Винницкой области.
Код КОАТУУ — 0523084402. Население по переписи 2001 года составляет 273 человека. Почтовый индекс — 22835. Телефонный код — 4331.
Занимает площадь 1,7 км².

## Адрес местного совета
22834, Винницкая область, Немировский р-н, с. Криковцы

## Известные люди
- Венедиктов, Иван Фёдорович — организатор первых колхозов на территории Казахской ССР, Герой Социалистического Труда.